# 카자흐스탄 증권거래소
카자흐스탄 증권거래소(KASE, 카자흐어: Қазақстан қор биржасы, Qazaqstan qor bırjasy)는 카자흐스탄 알마티에 소재한 증권거래소이다. 1993년에 설립되었다.

## 같이 보기
- 카자흐스탄의 경제